# کافه بلو اینجل
کافه بلو اِینجل (انگلیسی: Blue Angel Cafe) یک فیلم اروتیک ایتالیایی به کارگردانی جو داماتو است که در سال ۱۹۸۹ منتشر شد. از بازیگران فیلم می‌توان به تارا باکمن اشاره کرد.